# Beaupuy (Lot-et-Garonne)
Pour les articles homonymes, voir Beaupuy.
Beaupuy est une commune du Sud-Ouest de la France, située dans le département de Lot-et-Garonne, en région Nouvelle-Aquitaine.

## Géographie

### Localisation
Commune située dans l'aire d'attraction de Marmande à 4,5 km au nord-ouest de Marmande.

### Communes limitrophes
Les communes limitrophes sont  Castelnau-sur-Gupie, Marmande, Mauvezin-sur-Gupie et Sainte-Bazeille.
| Castelnau-sur-Gupie | Mauvezin-sur-Gupie |          |
| Sainte-Bazeille     | Beaupuy            |          |
|                     |                    | Marmande |

### Climat
Pour des articles plus généraux, voir Climat de la Nouvelle-Aquitaine et Climat de Lot-et-Garonne.
Historiquement, la commune est exposée à un climat océanique aquitain.  
En 2020, Météo-France publie une typologie des climats de la France métropolitaine dans laquelle la commune est exposée à un climat océanique et est dans la région climatique Aquitaine, Gascogne, caractérisée par une pluviométrie abondante au printemps, modérée en automne, un faible ensoleillement au printemps, un été chaud (19,5 °C), des vents faibles, des brouillards fréquents en automne et en hiver et des orages fréquents en été (15 à 20 jours).
Pour la période 1971-2000, la température annuelle moyenne est de 13,1 °C, avec une amplitude thermique annuelle de 15,6 °C. Le cumul annuel moyen de précipitations est de 764 mm, avec 9,7 jours de précipitations en janvier et 6,6 jours en juillet. Pour la période 1991-2020, la température moyenne annuelle observée sur la station météorologique la plus proche, située sur la commune de Verteuil-d'Agenais à 23 km à vol d'oiseau, est de 13,8 °C et le cumul annuel moyen de précipitations est de 821,3 mm,. Pour l'avenir, les paramètres climatiques de la commune estimés pour 2050 selon différents scénarios d’émission de gaz à effet de serre sont consultables sur un site dédié publié par Météo-France en novembre 2022.

## Urbanisme

### Typologie
Au 1er janvier 2024, Beaupuy est catégorisée bourg rural, selon la nouvelle grille communale de densité à sept niveaux définie par l'Insee en 2022.
Elle appartient à l'unité urbaine de Marmande, une agglomération inter-départementale regroupant dix  communes, dont elle est une commune de la banlieue,,. Par ailleurs la commune fait partie de l'aire d'attraction de Marmande, dont elle est une commune de la couronne,. Cette aire, qui regroupe 48 communes, est catégorisée dans les aires de 50 000 à moins de 200 000 habitants,.

### Occupation des sols

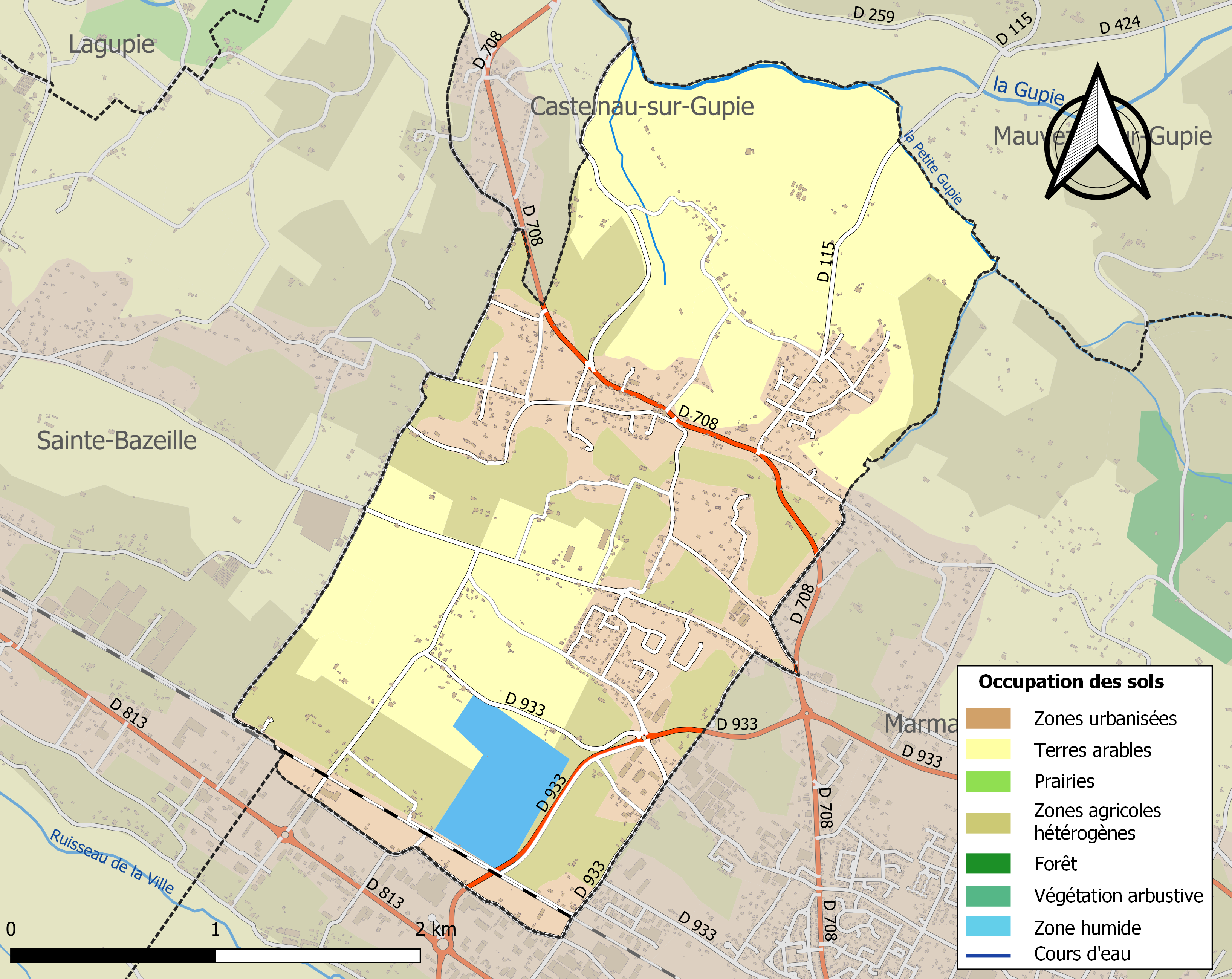
Carte des infrastructures et de l'occupation des sols de la commune en 2018 (CLC).

L'occupation des sols de la commune, telle qu'elle ressort de la base de données européenne d’occupation biophysique des sols Corine Land Cover (CLC), est marquée par l'importance des territoires agricoles (70,7 % en 2018), en diminution par rapport à 1990 (85,6 %). La répartition détaillée en 2018 est la suivante : 
terres arables (36,3 %), zones agricoles hétérogènes (25,6 %), zones urbanisées (20 %), cultures permanentes (8,8 %), zones industrielles ou commerciales et réseaux de communication (5,8 %), eaux continentales (3,6 %). L'évolution de l’occupation des sols de la commune et de ses infrastructures peut être observée sur les différentes représentations cartographiques du territoire : la carte de Cassini (XVIIIe siècle), la carte d'état-major (1820-1866) et les cartes ou photos aériennes de l'IGN pour la période actuelle (1950 à aujourd'hui).

### Risques majeurs
Le territoire de la commune de Beaupuy est vulnérable à différents aléas naturels : météorologiques (tempête, orage, neige, grand froid, canicule ou sécheresse), inondations, mouvements de terrains et séisme (sismicité très faible). Il est également exposé à un risque technologique, le transport de matières dangereuses. Un site publié par le BRGM permet d'évaluer simplement et rapidement les risques d'un bien localisé soit par son adresse soit par le numéro de sa parcelle.

#### Risques naturels
Certaines parties du territoire communal sont susceptibles d’être affectées par le risque d’inondation par une crue à  débordement lent de cours d'eau, notamment la Gupie . La commune a été reconnue en état de catastrophe naturelle au titre des dommages causés par les inondations et coulées de boue survenues en 1982, 1983, 1999 et 2009,.
Les mouvements de terrains susceptibles de se produire sur la commune sont des glissements de terrain et des tassements différentiels.

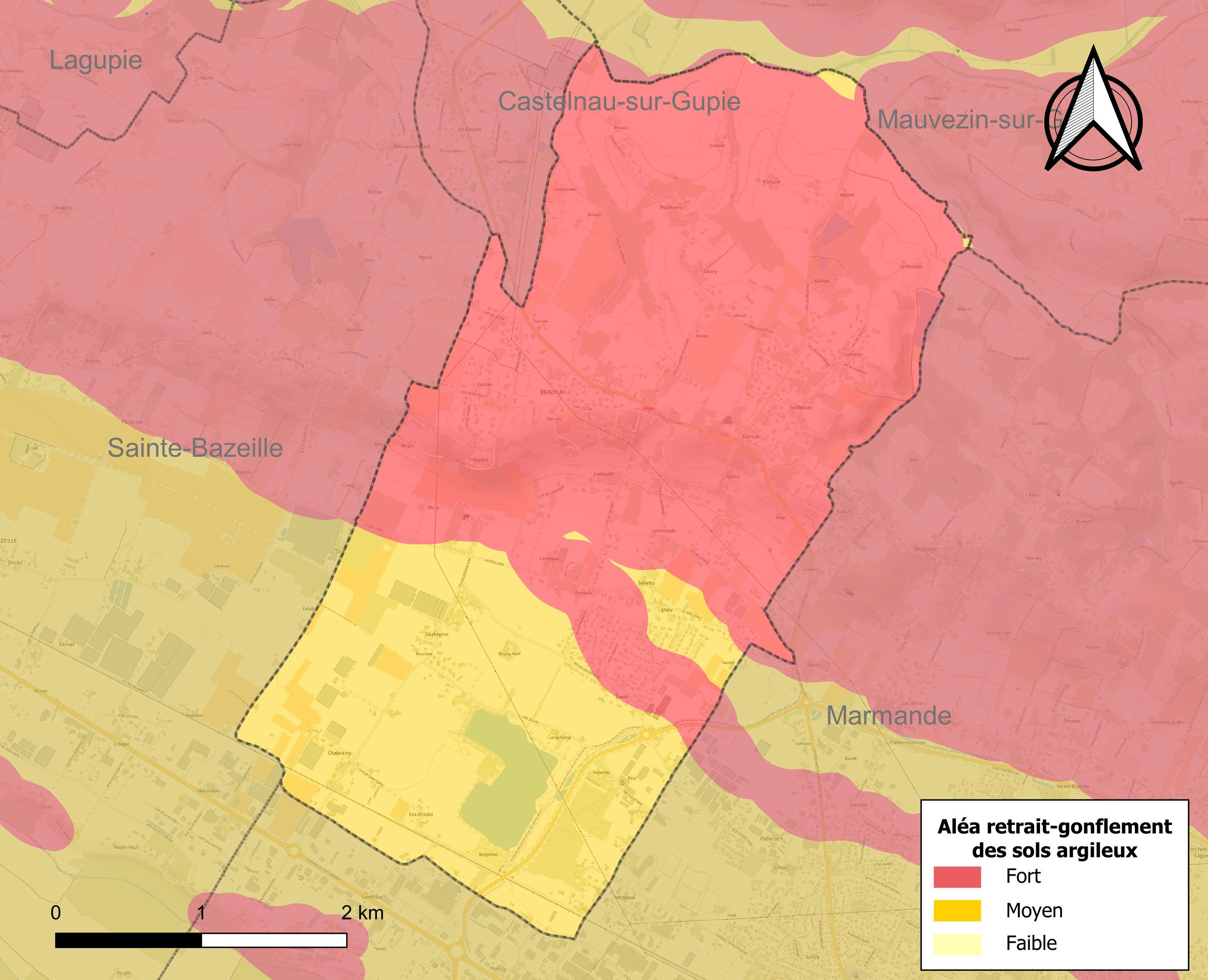
Carte des zones d'aléa retrait-gonflement des sols argileux de Beaupuy.

Le retrait-gonflement des sols argileux est susceptible d'engendrer des dommages importants aux bâtiments en cas d’alternance de périodes de sécheresse et de pluie. La totalité de la commune est en aléa moyen ou fort (91,8 % au niveau départemental et 48,5 % au niveau national). Depuis le 1er octobre 2020, en application de la loi ELAN, différentes contraintes s'imposent aux vendeurs, maîtres d'ouvrages ou constructeurs de biens situés dans une zone classée en aléa moyen ou fort,.
Concernant les mouvements de terrains, la commune a été reconnue en état de catastrophe naturelle au titre des dommages causés par la sécheresse en 2003, 2011 et 2017 et par des mouvements de terrain en 1999.

## Toponymie
Le nom de la commune provient de l'expression latine Bello podio signifiant « belle colline » en raison de sa situation sur une colline, le terme « puy » désignant, dans le Sud-Ouest, une élévation de terrain, une colline.

## Politique et administration

### Liste des maires
| Période                                  | Période      | Identité           | Étiquette | Qualité              |
| ---------------------------------------- | ------------ | ------------------ | --------- | -------------------- |
| Les données manquantes sont à compléter. |              |                    |           |                      |
| 1790                                     |              | Pierre Boisvert    |           |                      |
|                                          |              |                    |           |                      |
| mars 1983                                | juin 1995    | Guy Couzineau      |           |                      |
| juin 1995                                | mars 2008    | Yves Mirambeau     |           | Retraité de La Poste |
| mars 2008                                | février 2020 | Pascal Laperche    |           | Formateur            |
| mai 2020                                 | En cours     | Christian Pezzutti |           |                      |

## Démographie
Les habitants sont appelés les Bellopodiens.

L'évolution du nombre d'habitants est connue à travers les recensements de la population effectués dans la commune depuis 1793. Pour les communes de moins de 10 000 habitants, une enquête de recensement portant sur toute la population est réalisée tous les cinq ans, les populations de référence des années intermédiaires étant quant à elles estimées par interpolation ou extrapolation. Pour la commune, le premier recensement exhaustif entrant dans le cadre du nouveau dispositif a été réalisé en 2008.

En 2022, la commune comptait 1 678 habitants, en évolution de +1,08 % par rapport à 2016 (Lot-et-Garonne : −0,18 %, France hors Mayotte : +2,11 %).
| 1793 | 1800 | 1806 | 1821 | 1831 | 1836 | 1841 | 1846 | 1851 |
| ---- | ---- | ---- | ---- | ---- | ---- | ---- | ---- | ---- |
| 603  | 511  | 588  | 563  | 515  | 527  | 539  | 521  | 530  |

| 1856 | 1861 | 1866 | 1872 | 1876 | 1881 | 1886 | 1891 | 1896 |
| ---- | ---- | ---- | ---- | ---- | ---- | ---- | ---- | ---- |
| 544  | 543  | 638  | 625  | 624  | 596  | 575  | 568  | 576  |

| 1901 | 1906 | 1911 | 1921 | 1926 | 1931 | 1936 | 1946 | 1954 |
| ---- | ---- | ---- | ---- | ---- | ---- | ---- | ---- | ---- |
| 569  | 540  | 537  | 512  | 487  | 518  | 502  | 526  | 534  |

| 1962 | 1968 | 1975 | 1982 | 1990  | 1999  | 2006  | 2008  | 2013  |
| ---- | ---- | ---- | ---- | ----- | ----- | ----- | ----- | ----- |
| 569  | 585  | 739  | 964  | 1 050 | 1 028 | 1 294 | 1 370 | 1 594 |

| 2018  | 2022  | - | - | - | - | - | - | - |
| ----- | ----- | - | - | - | - | - | - | - |
| 1 640 | 1 678 | - | - | - | - | - | - | - |

## Économie
Viticulture : Côtes-du-marmandais.

## Culture locale et patrimoine

### Lieux et monuments
- Le séchoir à tabac du château de Beauvallon a été inscrit au titre des monuments historiques en 2007[30].
- L'église paroissiale Saint-Vincent, initialement construite au Moyen Âge en style roman est mentionnée dans le cartulaire du monastère bénédictin de La Réole en 1100 ; elle a été remaniée d'importance au XVIe siècle avec la reconstruction de l'abside en style gothique et agrandie au XIXe siècle par l'ajout de deux chapelles latérales faisant office de transept ainsi que le rehaussement de la tour faisant office de clocher par une flèche[31]. Elle est inscrite à l'Inventaire général du patrimoine culturel[32].
- La mairie est une maison noble du XVIe siècle remaniée aux XVIIe et XVIIIe siècles, propriété de la famille Boisvert qui donna son premier maire, Pierre Boisvert, à la commune en 1790, et rachetée par la commune au début des années 1980[22].
- Une ancienne tour, dite tour d'Aspe, s'élève à peu de distance du centre du bourg (mairie, église).

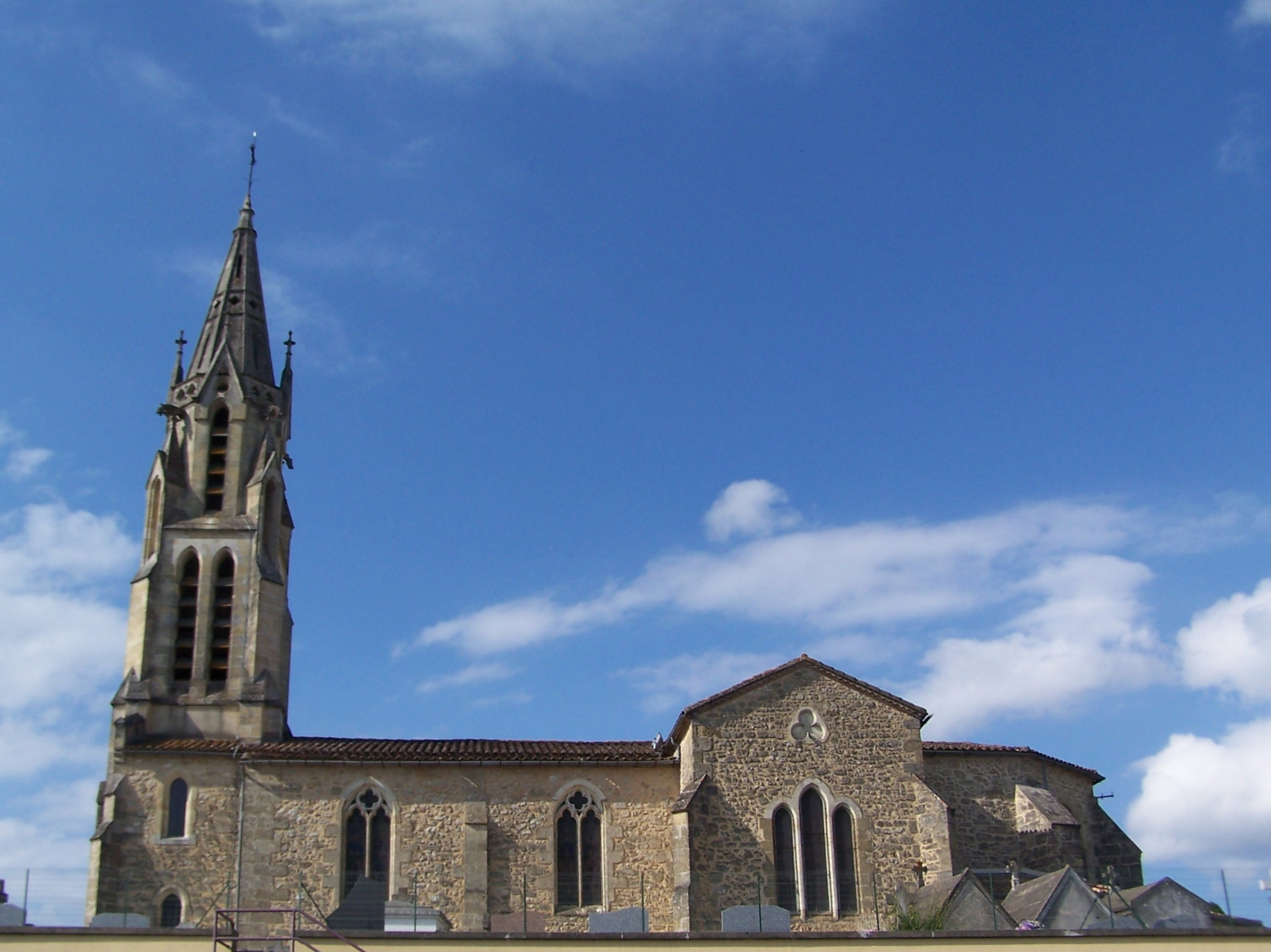
L'église Saint-Vincent
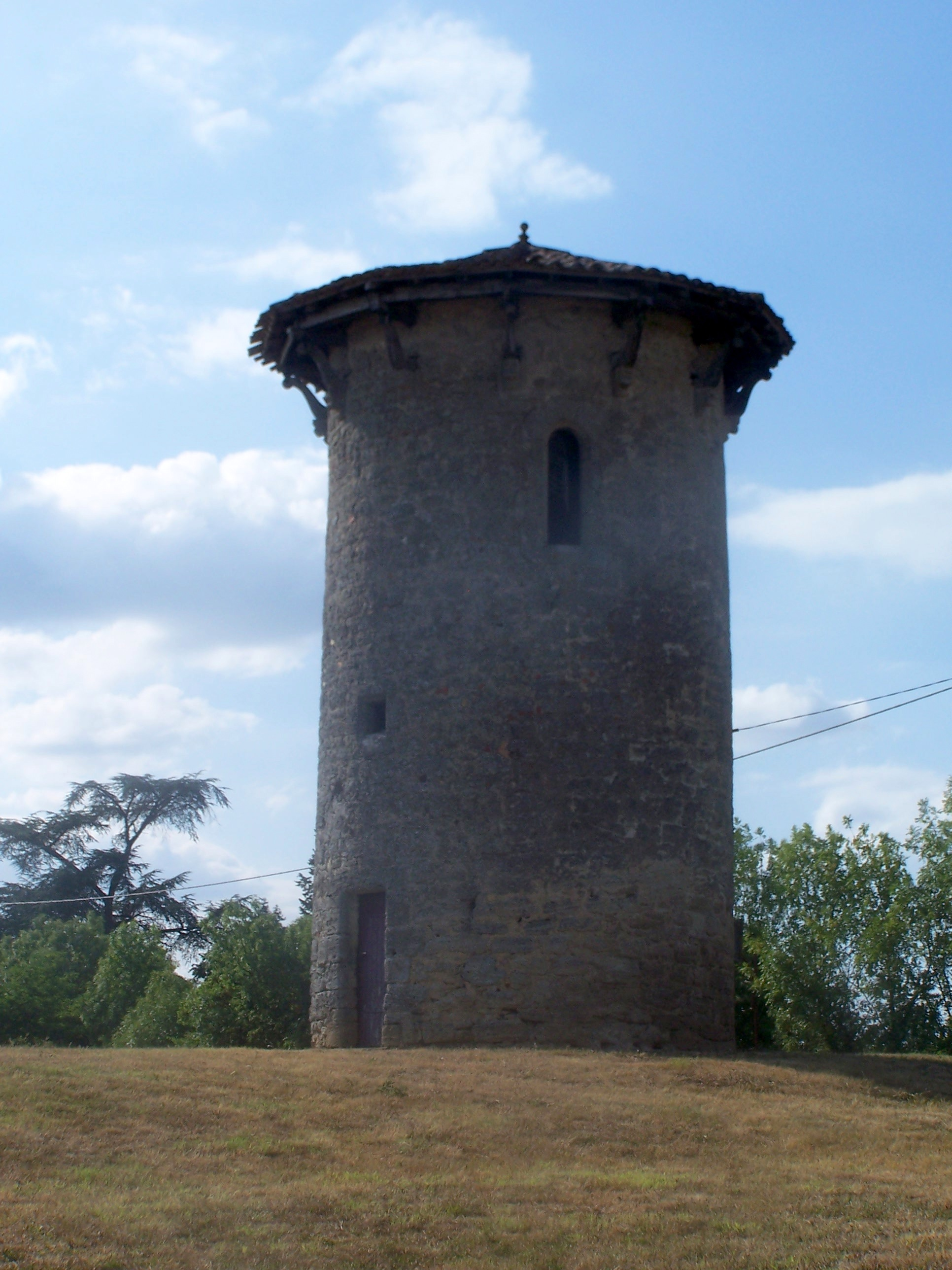
Tour d'Aspe
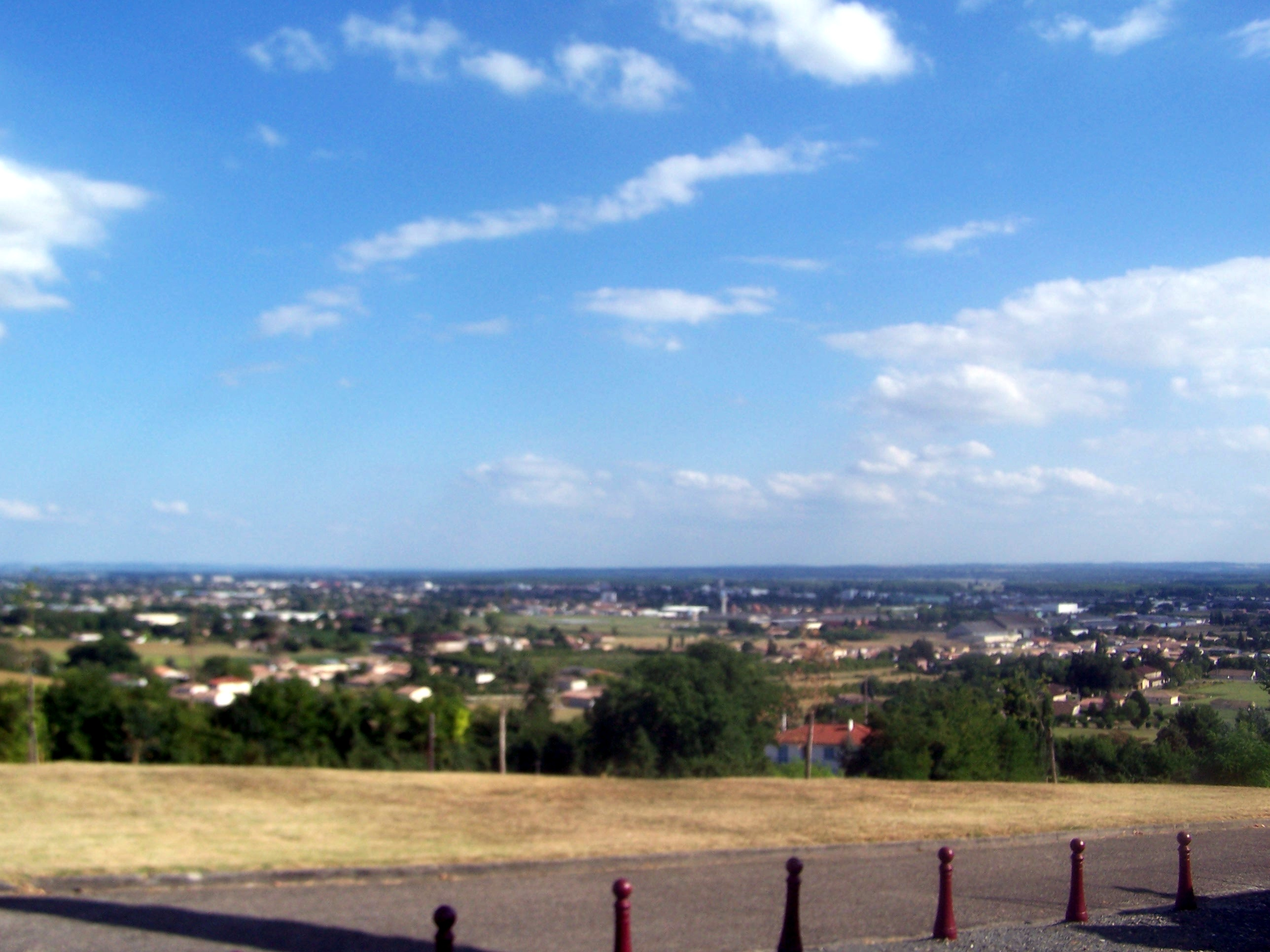
Vue sur Marmande depuis les abords de l'église
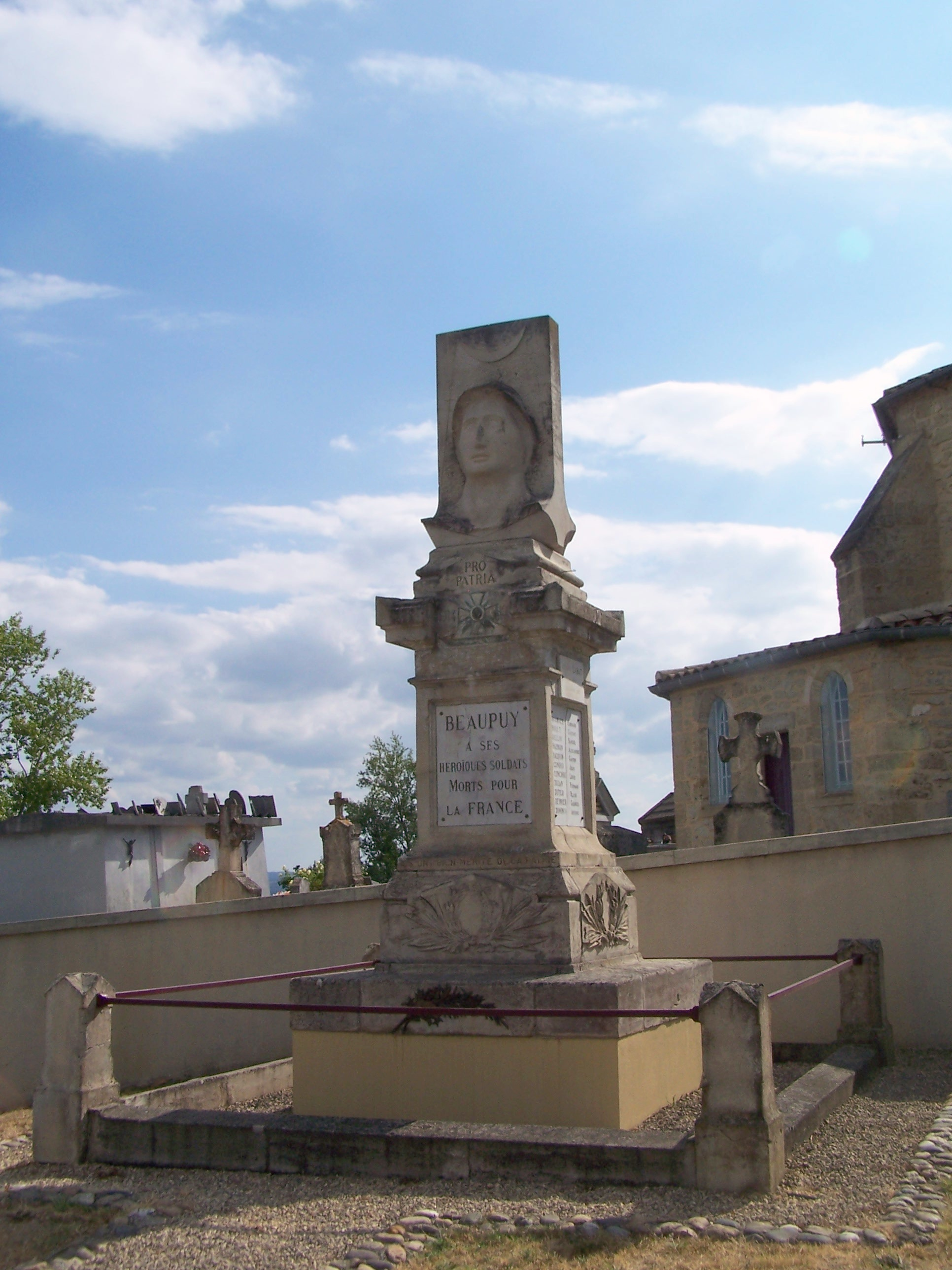
Le monument aux morts

### Héraldique
| Blason de Beaupuy | Blason  | Coupé de gueules et d'azur, au premier à deux grappes de raisin d'or feuillées de quatre pièces de sinople et au second à l'arbre du même. |
| Blason de Beaupuy | Détails | Officiel, présent sur les plaques de rue de la commune.                                                                                    |